# Ecdyonurus ifranensis
Ecdyonurus ifranensis is een haft uit de familie Heptageniidae. De wetenschappelijke naam van de soort is voor het eerst geldig gepubliceerd in 1988 door Vitte & Thomas.
De soort komt voor in het Palearctisch gebied.